# Kaveranahalli, Bangarapet
Kaveranahalli là một làng thuộc tehsil Bangarapet, huyện Kolar, bang Karnataka, Ấn Độ.